# Lize Beekman
Lize Beekman, född 1974, är en sydafrikansk sångerska. Vid 12 års ålder fick hon sin första låt Like an Eagle, inspelad av den välkände sydafrikanske artisten Clive Bruce. Beckmans sång n Sonneblom uit Bethlehem nominerades till Lied van die Jaar (årets låt) vid GMT Awards 2002.

## Diskografi
- Ek Was Al Daar DVD, 2010 SELECT
- Sit ’n Bietjie Langs My, 2008 Lize Beekman
- Lize Beekman - Lullabies, 2007 BOWLINE
- Draadkar Oor Die See, BOWLINE
- Iemand Het Gesê, 2004 JNS
- Cake, 2000 JNS
- Eyes Of A Child, 1997